# Ivar Modéer
Ivar Modéer, född 4 november 1904 i Mönsterås, död 31 januari 1960 i Uppsala, var en svensk språkvetare. 
Modéer skrev sin doktorsavhandling om Småländska skärgårdsnamn 1933 och var en av den svenska namnforskningens banbrytare. Han gav 1945–1949 ut Personnamn i Kalmar stads tänkebok och var grundaren till den vetenskapliga skriftserien Anthroponymica Suecana. Han tog 1954 initiativet till Kungliga Vetenskapssamhället i Uppsala och var dess sekreterare. Modéer var från 1953 professor i nordiska språk vid Uppsala universitet.
Hans bok Svenska personnamn var betydelsefull eftersom den fyllde en lucka i den akademiska kurslitteraturen. Den var ofullbordad när Ivar Modéer dog. Andra språkvetare har därför slutfört och kompletterat arbetet.